# Лажуа, Маржори
Маржори Лажуа (фр. Marjorie Lajoie) — канадская фигуристка, выступающая в танцах на льду. Лажуа и её партнёр Закари Лага являются двукратными бронзовыми призёрами чемпионатов четырёх континентов (2023, 2025), а также двукратными серебряными призёрами чемпионата Канады (2020, 2023). 
На юниорском уровне они стали чемпионами мира (2019), бронзовыми призёрами Олимпийских игр (командный турнир, 2016) и трёхкратными чемпионами Канады (2017—2019).
По состоянию на 11 ноября 2023 года пара занимает 6-е место в рейтинге Международного союза конькобежцев (ИСУ).

## Биография
Маржори Лажуа родилась 6 ноября 2000 года в Бушервиле провинции Квебек. Её отец играл в хоккей, мать занималась танцевальным направлением контемпорари. Старший брат Жером — дзюдоист. Младшему брату, Шарлю-Этьену, был поставлен диагноз расстройство аутистического спектра. В 2019 году ко Дню распространения информации о проблеме аутизма стала инициатором благотворительного мероприятия «Атипичное катание» для привлечения средств в Фонд помощи страдающим аутизмом.
Вне льда принимала участие в съёмках рекламы и телевизионного сериала «Just Kidding».

## Карьера

### Ранние годы
Впервые встала на коньки в возрасте трёх лет. В 2011 году Лажуа и Закари Лага образовали новую танцевальную пару. Занимались под руководством Жюльена Лалонда, Милен Жирар и Валери Аллар в городе Лонгёй. На чемпионате Канады 2015 года завоевали золотые награды в категории новичков.

### Сезон 2015/2016
После завоевания титула чемпионов Канады среди новичков они из-за разногласий объявили о завершении сотрудничества. Лага начал тренироваться у Мари-Франс Дюбрей, по совету которой Маржори и Закари снова стали кататься вместе. Кроме Дюбрей их наставниками стали Патрис Лозон и Ромен Агеноэр. Международный дебют фигуристов состоялся в октябре 2015 года на этапе юниорского Гран-при в Испании, где они заняли седьмую позицию.
В январе 2016 Лажуа и Лага стали серебряными призёрами чемпионата Канады среди юниоров. В следующем месяце они финишировали четвёртыми в состязаниях танцевальных дуэтов на юношеских Олимпийских играх, тогда как в командном турнире завоевали бронзу. После чего выступили на чемпионате мира среди юниоров, показав тринадцатый результат.

### Сезон 2016/2017
В сезоне 2016/2017 заняли четвёртое место на двух этапах Гран-при среди юниоров в Японии и Германии. На турнире Skate Canada Challenge 2017 они установили юниорский рекорд Канады, превзойдя достижение Тессы Вертью и Скотта Моира, установленное в 2005 году. Чемпионат Канады среди юниоров завершили с золотыми медалями, и отправились на юниорский чемпионат мира, где улучшив прошлогодний результат, расположились на шестой строчке.

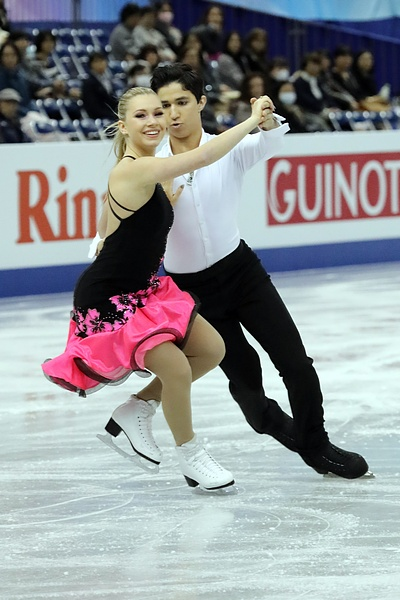
Лажуа и Лага на финале
юниорского Гран-при 2017

### Сезон 2017/2018
В новом сезоне Лажуа и Лага стартовали в рамках серии Гран-при на турнире в Австралии, где стали вторыми. Далее, установив личный рекорд в коротком танце и по сумме баллов, привезли золото с этапа в Хорватии, что позволило паре квалифицироваться в финал серии. В результате падения на тренировке, Маржори получила сотрясение мозга и травму бедра. После месяца восстановления она вернулась к тренировкам за две недели до финала, на котором заняла с партнёром шестое место.
На чемпионате Канады среди юниоров 2018 они защитили чемпионское звание, ещё раз обновив юниорский рекорд Канады. В завершение сезона представили программы на юниорском чемпионате мира в Софии. После первого дня соревнований они стали вторыми, и тем самым завоевали малые серебряные медали. По итогам произвольного танца дуэт потерял место на пьедестале, уступив бронзовым призёрам менее одного балла. Лажуа осталась довольна выступлением на турнире, отметив, что пара достигла поставленных целей.

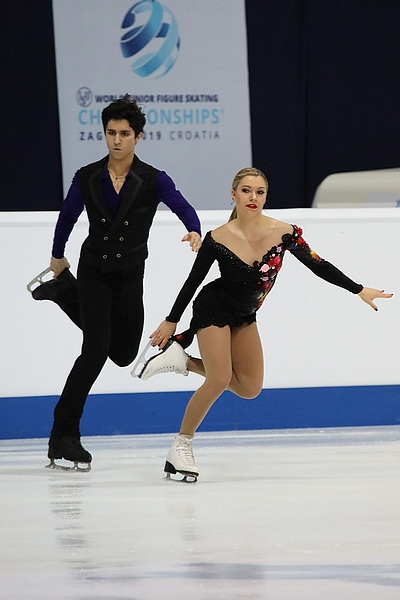
Лага и Лажуа исполняют
твизлы. ЮЧМ 2019

### Сезон 2018/2019: чемпионы мира среди юниоров
Согласно указаниям Международного союза конькобежцев на сезон 2018/2019, обязательной частью ритм-танца у юниоров стало аргентинское танго. Не желая исполнять его классические версии, Лажуа и Лага в качестве музыкального сопровождения выбрали песни современной аргентинской группы Otros Aires. Новый произвольный танец, по предложению Закари, был поставлен под «Варшавский концерт» Ричарда Аддинселля.
Серию юниорского Гран-при начали на турнире в Австрии, откуда вернулись с серебром. Там в произвольном танце судейская бригада полностью обнулила, выполненную фигуристами хореографическую дорожку. После проката Маржори заявила, что «презентация была хороша, но над уровнем технических элементов предстоит ещё поработать». На втором для себя этапе Гран-при, который проходил в Ричмонде, пара показала лучший результат в обоих сегментах, и завоевала право выступить в финальном турнире серии. В финале Гран-при стали четвёртыми, отстав на 0,03 балла от россиян, получивших бронзовые награды. При этом, самый «дешевый» элемент в двух прокатах у канадской пары — хореографическая дорожка была оценена в 3,12 балла.
На чемпионате Канады 2019 года Лажуа и Лага в третий раз подряд стали победителями юниорской категории, и были выбраны для участия на чемпионате мира среди юниоров в Загребе. Перед тем, как туда отправиться, они стали участниками Bavarian Open в качестве «тестового соревнования», одержав победу с отрывом в двадцать четыре балла.
Чемпионат мира Маржори и Закари окончили с юниорскими мировыми рекордами в ритм-танце, произвольном танце, а также по сумме баллов. Они стали второй в истории Канады танцевальной парой, выигравшей чемпионат мира среди юниоров. Первыми канадцами, которые завоевали титул стали Тесса Вертью и Скотт Моир в 2006 году.

### Сезон 2019/2020: первый взрослый сезон
В сезоне 2019—2020 годов пара начала соревноваться среди взрослых. Дебютировали на состязаниях подобного уровня, выйдя на лёд «Челленджера» Lombardia Trophy. Из четырнадцати пар участников, канадцы заняли седьмую строчку, что Лажуа охарактеризовала как разочарование, из-за допущенной ошибки при выполнении твизлов. Последующий турнир Finlandia Trophy оказался «большим шагом вперёд». По итогам первого дня соревнований они расположились на четвёртой позиции, вслед за Ван Шиюэ и Лю Синьюем. На четвёртом месте остались и после исполнения произвольного танца. На этапах Гран-при в Канаде и России набрали шестую и седьмую сумму баллов соответственно.
Дебютный чемпионат страны среди взрослых завершили вторыми, и были выбраны Федерацией фигурного катания Канады для участия в чемпионате четырёх континентов и чемпионате мира. На турнире в Южной Корее пара, улучшив личный рекорд в обоих сегментах, стала пятой. Лага подметил, что им впервые в сезоне удалось прокатать программы без серьёзных ошибок. В марте 2020 года Маржори и Закари должны были выступить на первом для себя чемпионате мира, но турнир был отменён из-за пандемии коронавируса.

## Программы
| Сезон     | Ритм-танец | Произвольный танец | Показательные номера |
| --------- | --- | --- | --- |
| 2023–2024 | - «Thriller» Майкл Джексон хореография: Ромен Агеноэр, Жинетт Курнуайе | - «Roses» Жан-Мишель Блэ аранжировка Карл Хуго хореография: Ромен Агеноэр, Жинетт Курнуайе                                                    | |
| 2022–2023 | - Ча-ча-ча: «Let's Cha Cha» Cha Cha MC - Самба: «Mas que Nada» Жоржи Бен Жор в исполнении Bellini - Самба: «Samba de Janeiro» Bellini хореография: Ромен Агеноэр, Жинетт Курнуайе                     | - «Nureyev» (из фильма «Нуреев. Белый ворон») Илан Эшкери в исполнении Элизабет Батиашвили хореография: Ромен Агеноэр, Жинетт Курнуайе        | - «Funkytown» Lipps Inc. - «Super Solid Soul Vehicle» Том Макгуайр и The Brassholes - «Far from Over» Фрэнк Сталлоне хореография: Ромен Агеноэр, Жинетт Курнуайе |
| 2021–2022 | - Фанк: «Funkytown» Lipps Inc. - Блюз: «Super Solid Soul Vehicle» Том Макгуайр и The Brassholes - Диско: «Far from Over» Фрэнк Сталлоне хореография: Ромен Агеноэр, Жинетт Курнуайе                   | - «Real in Rio» - «Locked Up» - «Bird Fight» (из мультфильма «Рио») Джон Пауэлл хореография: Ромен Агеноэр, Жинетт Курнуайе                   | - «Maybe I Maybe You» Scorpions |
| 2020–2021 | - Свинг: «Prologue» - Квикстеп: «Dance at the Gym» - Свинг: «America» (из мюзикла «Вестсайдская история») Леонард Бернстайн хореография: Ромен Агеноэр, Мари-Франс Дюбрёй, Жинетт Курнуайе            | - «Real in Rio» - «Locked Up» - «Chained Chase» - «Bird Fight» (из мультфильма «Рио») Джон Пауэлл хореография: Ромен Агеноэр, Жинетт Курнуайе | |
| 2019–2020 | - Свинг: «Prologue» - Квикстеп: «Dance at the Gym» - Свинг: «America» (композиции из мюзикла «Вестсайдская история») Леонард Бернстайн хореография: Ромен Агеноэр, Мари-Франс Дюбрёй, Жинетт Курнуайе | - «Bohemian Rhapsody» Queen хореография: Ромен Агеноэр, Мари-Франс Дюбрёй, Жинетт Курнуайе                                                    | - «Radioactive» Imagine Dragons |
| 2018–2019 | - Танго: «Perro Viejo» - Танго: «Otro Puente Alsina» - Танго: «Essa» Otros Aires хореография: Ромен Агеноэр                                                                                           | - «Варшавский концерт» Ричард Аддинселль хореография: Ромен Агеноэр                                                                           | - «Maybe I Maybe You» Scorpions |
|           | Короткий танец | | |
| 2017–2018 | - Ча-ча-ча: «Bla Bla Bla Cha Cha Cha» Petty Booka - Самба: «Tu Picadura» Gary Tesca Orchestra | - «Dream» Imagine Dragons - «Nemesis» Бенджамин Клементин                                                                                     | |
| 2016–2017 | - Блюз: «Shoppin' for Clothes» The Coasters - Свинг: «Land of a Thousand Dances» Уилсон Пикетт | - «Рапсодия на тему Паганини» Сергей Рахманинов                                                                                               | |
| 2015–2016 | - Вальс: «Граммофон» Евгений Дога - Полька: «Furioso» Иоганн Штраус | - Композиции из балета «Дон Кихот» Людвиг Минкус                                                                                              | |
| 2014–2015 | | - Композиции из балета «Дон Кихот» Людвиг Минкус                                                                                              | |
| 2013–2014 | | - Музыка из фильма «Остин Пауэрс: Человек-загадка международного масштаба» Джордж Стенли Клинтон - «Soul Bossa Nova» Куинси Джонс             | |

## Результаты

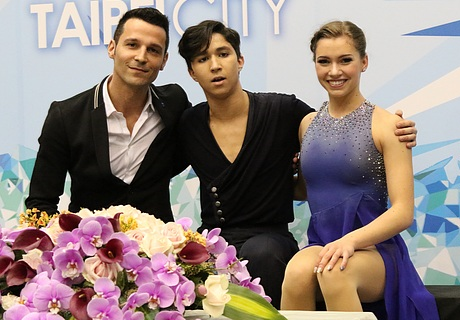
Ромен Агеноэр (слева на фото) — тренер и хореограф Закари и Маржори

| Соревнования                         | 14/15         | 15/16         | 16/17         | 17/18         | 18/19         | 19/20         | 20/21         | 21/22         | 22/23         | 23/24         | 24/25         |
| Международные                        | Международные | Международные | Международные | Международные | Международные | Международные | Международные | Международные | Международные | Международные | Международные |
| ------------------------------------ | ------------- | ------------- | ------------- | ------------- | ------------- | ------------- | ------------- | ------------- | ------------- | ------------- | ------------- |
| Олимпийские игры                     |               |               |               |               |               |               |               | 13            |               |               |               |
| Чемпионаты мира                      |               |               |               |               |               | C             | 14            | 11            |               | 5             |               |
| Чемпионаты четырёх континентов       |               |               |               |               |               | 5             |               |               | 3             |               | 3             |
| Финал Гран-при                       |               |               |               |               |               |               |               |               |               | 6             |               |
| Этапы Гран-при: Cup of China         |               |               |               |               |               |               |               |               |               | 2             |               |
| Этапы Гран-при: NHK Trophy           |               |               |               |               |               |               |               | 5             |               |               |               |
| Этапы Гран-при: Rostelecom Cup       |               |               |               |               |               | 7             |               |               |               |               |               |
| Этапы Гран-при: Skate America        |               |               |               |               |               |               |               |               |               | 2             |               |
| Этапы Гран-при: Skate Canada         |               |               |               |               |               | 6             | C             | 6             | 3             |               |               |
| Этапы Гран-при: Великобритания       |               |               |               |               |               |               |               |               | 3             |               |               |
| Челленджеры. Autumn Classic          |               |               |               |               |               |               |               | 4             |               | WD            |               |
| Челленджеры. Budapest Trophy         |               |               |               |               |               |               |               |               | 1             |               |               |
| Челленджеры. Finlandia Trophy        |               |               |               |               |               | 4             |               | 7             |               |               |               |
| Челленджеры. Lombardia Trophy        |               |               |               |               |               | 7             |               |               |               |               |               |
| Челленджеры. Мемориал Ондрея Непелы  |               |               |               |               |               |               |               |               | 1             | 5             |               |
| Международные среди юниоров          |               |               |               |               |               |               |               |               |               |               |               |
| Чемпионаты мира среди юниоров        |               | 13            | 6             | 4             | 1             |               |               |               |               |               |               |
| Юношеская Олимпиада: личный турнир   |               | 4             |               |               |               |               |               |               |               |               |               |
| Юношеская Олимпиада: команда         |               | 3             |               |               |               |               |               |               |               |               |               |
| Финалы юниорского Гран-при           |               |               |               | 6             | 4             |               |               |               |               |               |               |
| Этапы юниорского Гран-при: Канада    |               |               |               |               | 1             |               |               |               |               |               |               |
| Этапы юниорского Гран-при: Австрия   |               |               |               |               | 2             |               |               |               |               |               |               |
| Этапы юниорского Гран-при: Хорватия  |               |               |               | 1             |               |               |               |               |               |               |               |
| Этапы юниорского Гран-при: Австралия |               |               |               | 2             |               |               |               |               |               |               |               |
| Этапы юниорского Гран-при: Германия  |               |               | 4             |               |               |               |               |               |               |               |               |
| Этапы юниорского Гран-при: Япония    |               |               | 4             |               |               |               |               |               |               |               |               |
| Этапы юниорского Гран-при: Испания   |               | 7             |               |               |               |               |               |               |               |               |               |
| Bavarian Open                        |               |               | 2             |               | 1             |               |               |               |               |               |               |
| Национальные                         |               |               |               |               |               |               |               |               |               |               |               |
| Чемпионаты Канады                    |               |               |               |               |               | 2             | C             | 3             | 2             |               |               |
| Чемпионаты Канады среди юниоров      |               | 2             | 1             | 1             | 1             |               |               |               |               |               |               |
| Чемпионаты Канады среди новичков     | 1             |               |               |               |               |               |               |               |               |               |               |